# エミナ・ヤホヴィッチ
エミナ・ヤホヴィッチ・サンダル（ボスニア語:Emina Jahović Sandal、セルビア語:Емина Јаховић Сандал、トルコ語:Emina Yahoviç Sandal、1982年1月15日 - ）は、セルビアの歌手である。民族的にはボシュニャク人である。
トルコに帰化したバスケットボール選手・ミルサド・テュルクジャン（Mirsad Türkcan）の妹であり、トルコではエミナ・テュルクジャン（Emina Türkcan）の名で知られている。トルコ人の歌手ムスタファ・サンダルと結婚している。

## 来歴
1982年1月15日、ユーゴスラビア社会主義連邦共和国・セルビア社会主義共和国の南部サンジャク地方の主要都市・ノヴィ・パザルに生まれる。
音楽の初等教育を受け、地元の合唱団や民謡グループで歌っていた。高校時代は演劇をしていた。こうした来歴の中で歌唱に自身を見出すようになった。
2000年に、モンテネグロのズラトナ・スタザ音楽祭に参加し、「Samo ti, moja muziko」を歌った。2002年にはユーロビジョン・ソング・コンテストのボスニア・ヘルツェゴビナ代表を選ぶ予選大会BH Eurosongに参加し、「U, la-la」を歌う。
ボスニア・ヘルツェゴビナの有名なシンガー・ソングライターであるディノ・メルリン（Dino Merlin）が作詞・作曲した「U, la-la」はデビュー・アルバム『Tačka』のリード・シングルとなった。アルバムはボスニア・ヘルツェゴビナやその他の旧ユーゴスラビア諸国で高い人気を得た。このアルバムの収録曲の中で特に人気が高かったものには「Tačka」、「Osmi dan」、「Kad si sa njom」、「Odbojka」などがある。2002年、楽曲「Osmi dan」はRadio Fest BIH 2002の賞を受けた。2003年にはサラエヴォで行われたオスカル・ポプラルノスティ（Oskar popularnosti）にてズラトナ・ズヴェズダ（Zlatna zvezda、黄金の星）賞を受賞した。
2003年にはまた、モンテネグロのヘルツェグ・ノヴィで行われたスンチャネ・スカレ（Sunčane Skale）音楽祭に参加し、「Uzalud se budim」を歌って3位となった。これは旧ユーゴスラビア全域で人気歌手となる大きなきっかけとなった。2004年にもこの音楽祭に参加し、「Voljela te il' ne voljela」を歌っている。
2005年、2枚目のアルバム『Radije ranije』を、セルビアの大手レコード会社・シティ・レコーズからリリースした。アルバムには「Radije ranije」、「Tvoja greška」、「Da l' ona zna」などが収録されている。2005年にブドヴァで行われたブドヴァ・フェスティバルでは「Nije više tvoja stvar」を歌い、最優秀作詞者賞を受賞した。
2008年、ボヤン・ドゥギッチ（Bojan Dugić）の製作チームによってアメリカ合衆国のニューヨークで製作・録音されたマキシ・シングル「Exhale」をリリースした。同年12月、サーシャ・コヴァチェヴィッチとのデュエット曲「Još ti se nadam」をリリースした。ビデオ・クリップはトルコで撮影された。

## 人物
身長178センチメートルの長身である。サラエヴォでは、外国人からペネロペ・クルスと間違われることが何度もあった。ベオグラードのブレチャ・カリッチ大学（Univerzitet Braća Karić）で経営管理論を学んでいる。マケドニア共和国のファッション・ブランド「Kara」の公式キャラクターを務める。
トルコでは、ムスタファ・サンダルの妻として有名である。エミナ・ヤホヴィッチとムスタファ・サンダルは2008年1月13日にトルコのイスタンブールにて結婚した。2008年8月8日に初の息子を出産している。

## ディスコグラフィー

### アルバム
- Tačka （2002年）
- Radije ranije （2005年）
- Exhale （2008年）
- Vila （2009年）

### シングル
- Tačka （2002年）
- Osmi dan （2002年）
- Radije, ranije (2002年)
- Uzalud se budim（2003年）
- Tvoja greška （2005年）
- Da l' ona zna （2006年）
- Nije vise tvoja stvar （2006年）
- Pola ostrog noza （2006年）
- Cool žena （2007年）
- La gitana feat. フラミンゴシ (2007年)
- Exhale （2008年）
- Push It feat. コリー・ガンズ（英語版） (2008年)
- Još ti se nadam feat. サーシャ・コヴァチェヴィッチ（英語版） （2008年）
- Pile moje (2009年)
- Ne zaboravi feat. イゼル・チェリキョズ（英語版）
- Med feat. ディノ・メルリン (2009年)
- Nemilo feat. ミリグラム (2009年)
- Ti kvariigro (ユーロビジョン・ソング・コンテスト) (2010年)
- Gospodine (主婦) feat. ナターシャ・ベクヴァラツ (2011年 国際女性デー)
- Posle mene (2011)
- Beograd priča feat. ジェナン・ロンチャレヴィッチ (2012年 バレンタインデー)
- Broken feat. エルデム・クナイ (2012)
- Çek Gönder feat. ムスタファ・サンダル (2012年)
- Da mogu (2012年)
- Kimse Yok Mu? (2012年)
- Nedostaješ (2013年)
- Yakışmaz (2013年)
- Žena zmaj (2013年)
- U senkama isti (2013年)